# Alfred Brockhagen
Alfred Johannes Norbert Brockhagen (* 6. Juni 1889 in Preußisch Holland; † 2. November 1977 in Hamburg) war ein Hamburger Politiker (CDU). Er gehörte von 1953 bis 1970 der Hamburgischen Bürgerschaft an.

## Leben

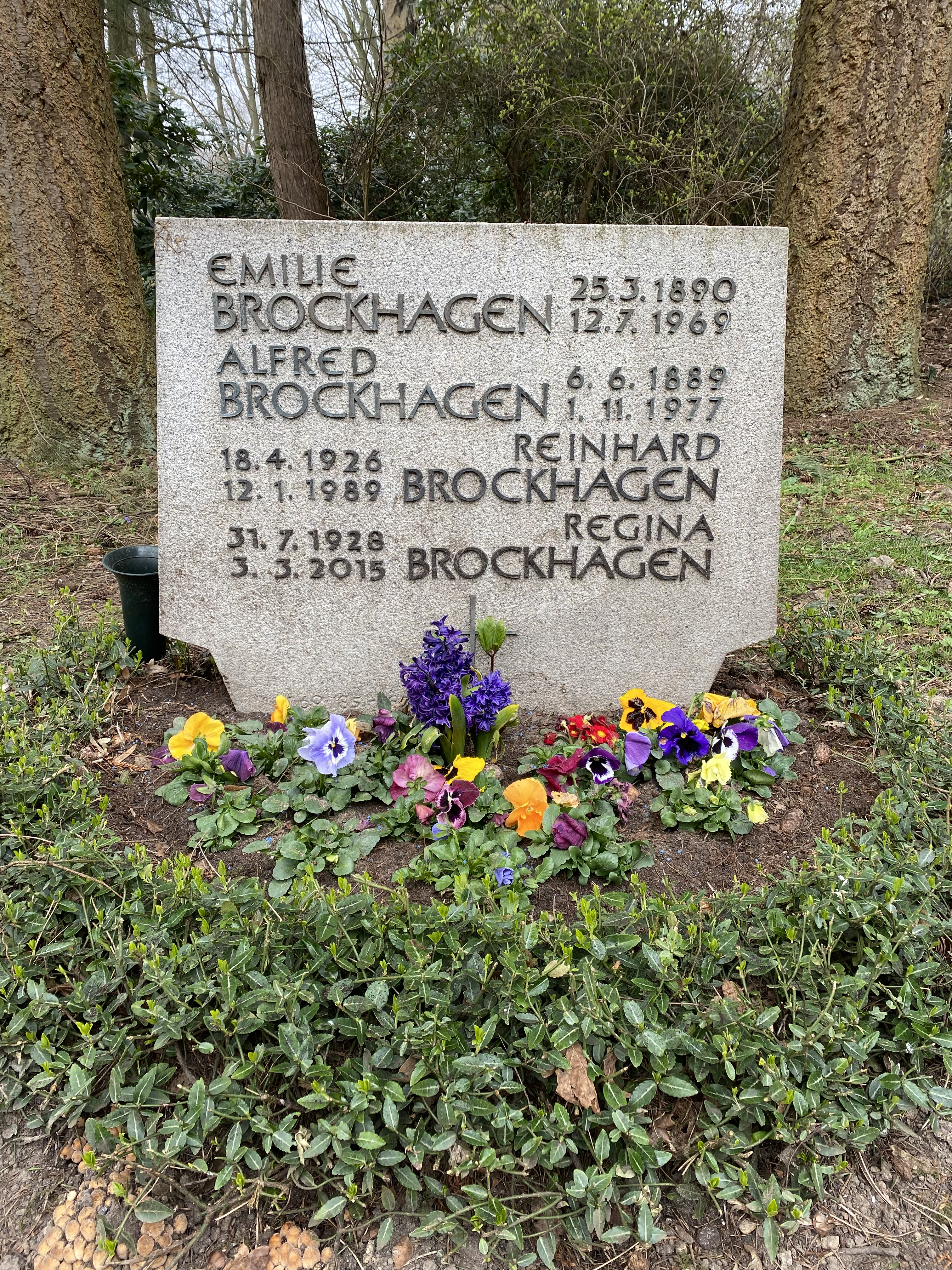
Familiengrabstätte Brockhagen auf dem Friedhof Ohlsdorf

Brockhagen war kaufmännischer Angestellter und arbeitete viele Jahre als hauptamtlicher Mitarbeiter für den Caritasverband. Er beantragte am 17. Februar 1941 die Aufnahme in die NSDAP und wurde zum 1. April desselben Jahres aufgenommen (Mitgliedsnummer 8.898.982). Seit Gründung 1948 war er Vorstandsmitglied der Baugenossenschaft Kolping in Hamburg, deren Vorstand er auch angehörte.
Nach dem Zweiten Weltkrieg war er Mitbegründer der CDU Hamburg. Dort war er seit der Gründung des Kreisverbandes Hamburg-Nord 1950 stellvertretender Kreisvorsitzender und von 1956 bis 1966 Kreisvorsitzender. Von 1954 bis 1956 war er zudem Ortsvorsitzender in Winterhude und in den 1950er Jahren auch Mitglied des Landesvorstandes der CDU Hamburg. Von 1949 bis zu seinem Tode war er Mitglied der Bezirksversammlung Hamburg-Nord. Dabei wurde er zunächst für die Wahlbündnisse Vaterstädtischer Bund Hamburg (1949) und Hamburg-Block (1953), an denen sich die CDU beteiligte, gewählt. Auch für die Bezirksversammlungswahl 1978 war er erneut aufgestellt worden, verstarb aber sieben Monate vor der Wahl. Bei der Bürgerschaftswahl 1953 wurde er im Wahlkreis 41 für den Hamburg-Block in das hamburgische Landesparlament gewählt, ab 1957 – die Wahlkreise waren seitdem bis einschließlich 2004 zugunsten eines reinen Listenwahlrechts abgeschafft worden – wurde er auf der Landesliste der CDU Hamburg gewählt. Die Hamburgische Bürgerschaft wählte ihn zum Mitglied der zweiten Bundesversammlung, die 1954 Theodor Heuss als Bundespräsident wiederwählte. Er engagierte sich vor allem für sozialpolitische Fragen und setzte sich in den 1950er Jahren unter anderem für die Belange der so genannten 131er ein. Brockhagen eröffnete 1966 als Alterspräsident die erste Sitzung der 6. Legislaturperiode der Hamburgischen Bürgerschaft. 1970 schied er aus der Bürgerschaft aus.
Von 1960 bis 1975 war Brockhagen Vorsitzender und anschließend bis zu seinem Tode Ehrenvorsitzender des Winterhuder Bürgervereins. 1969 erhielt er das Bundesverdienstkreuz 1. Klasse.
Alfred Brockhagen wurde auf dem Friedhof Ohlsdorf beigesetzt. Die Grabstätte liegt südlich von Kapelle 13 im Planquadrat Bi 69.